# Sanktuarium Matki Bożej Gospodyni Babimojskiej w Babimoście
Sanktuarium Matki Bożej Gospodyni Babimojskiej w Babimoście – katolicka świątynia w Babimoście (województwo lubuskie), należąca do parafii pod wezwaniem św. Wawrzyńca. Świątynia jest jednym z jedenastu sanktuariów należących do diecezji zielonogórsko–gorzowskiej. 

## Historia

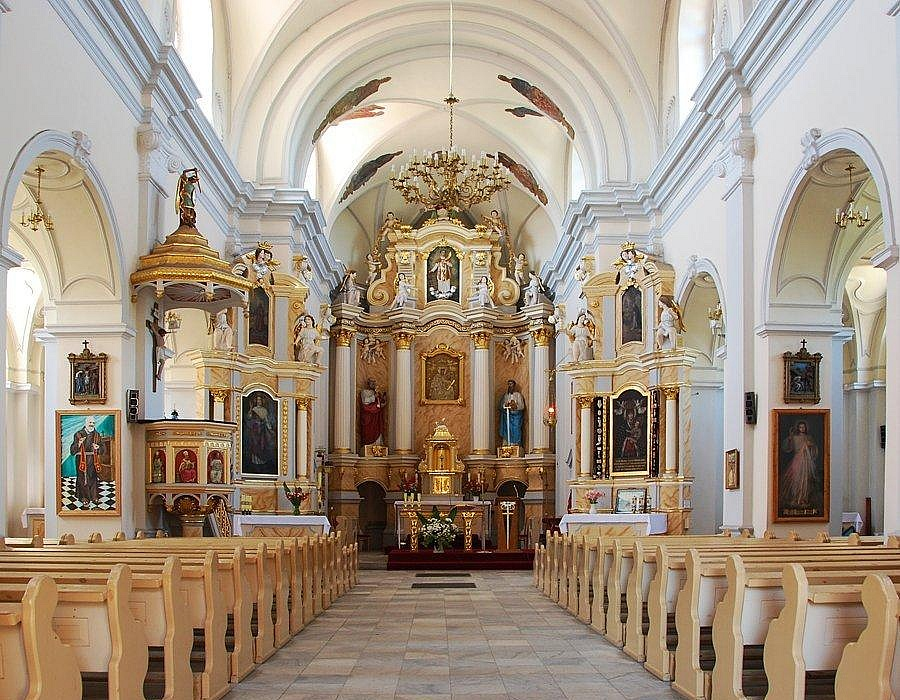
Główny ołtarz

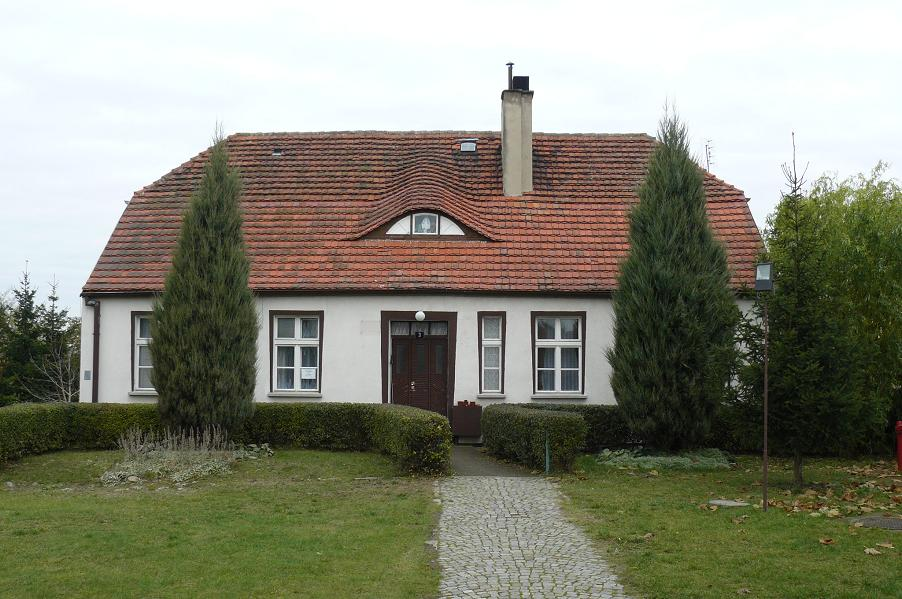
Organistówka przy Kościele św. Wawrzyńca w Babimoście

Pierwszy drewniany kościół wzniesiono w Babimoście w XII lub XIII wieku. Początkowo nosił wezwanie św. Piotra, po czym pamiątką są klucze w babimojskim herbie. Następne wezwanie czciło św. Katarzynę. Kościół ten spłonął w 1728, ale został odbudowany w latach 1730–1740 w stylu późnobarokowym, jako świątynia pod wezwaniem św. Wawrzyńca. Pożar w 1832 zniszczył barokowe wieże, które zrekonstruowano w 1888 w formach nawiązujących do klasycyzmu. 
21 listopada 2020 dekretem biskupa Tadeusza Lityńskiego kościół św. Wawrzyńca został ustanowiony sanktuarium Matki Bożej Gospodyni Babimojskiej. 

## Wyposażenie
W kościele znajduje się poliptyk przedstawiający sceny z życia i męki Jezusa oraz świętych, oparte na zbiorze podań Legenda Aurea. Ołtarz wyrzeźbił Mistrz ołtarza z Gościszowic w 1499. Chór nie został zniszczony przez pożar z 1728. W bocznym ołtarzu umieszczono obraz Matki Bożej Gospodyni Babimojskiej, prawdopodobnie namalowany w XV wieku. Modlitwom za wstawiennictwem Matki Bożej Gospodyni Babimojskiej przypisuje się uratowanie miasta przed epidemią cholery w 1710 r. Jej kult odegrał też szczególną rolę w zachowaniu polskości w okresie kulturkampfu.

## Organistówka
Częścią zabytkowego zespołu kościelnego jest organistówka, stojąca na północ od świątyni. Zbudowana została prawdopodobnie w drugiej połowie XVIII wieku. Jest to budynek parterowy, konstrukcji szkieletowej, wypełnionej cegłą, nakryty dachem naczółkowym z oknami powiekowymi. Początkowo w budynku mieszkał organista, a od 1974 rezydują w nim siostry Felicjanki.

## Osoby związane z parafią babimojską
- Józef Andrzej Załuski – proboszcz babimojski, magnat, mecenas kultury polskiej, historyk, bibliograf i edytor, współzałożyciel Biblioteki Załuskich w Warszawie,
- Jan Daniel Janocki – proboszcz babimojski od 1745, bibliograf i prefekt Biblioteki Załuskich.